# Vallière (Fluss)
Die Vallière ist ein Fluss in Frankreich, der in der Region Bourgogne-Franche-Comté verläuft. Sie entspringt im Gemeindegebiet von Revigny, entwässert generell in westlicher Richtung und mündet nach rund 51 Kilometern am südlichen Stadtrand von Louhans als rechter Nebenfluss in den Solnan, der selbst kurz danach in die Seille einmündet.
Auf ihrem Weg durchquert die Vallière die Départements Jura und Saône-et-Loire.

## Orte am Fluss
- Revigny
- Conliège
- Perrigny
- Lons-le-Saunier
- Montmorot
- Courlaoux
- Savigny-en-Revermont
- Sagy
- Louhans